# غرانت ويذرز
غرانت ويذرز (بالإنجليزية: Grant Withers)‏ هو صحفي ومنتج أفلام وممثل أمريكي، ولد في 17 يناير 1905 في بويبلو في الولايات المتحدة، وتوفي في 27 مارس 1959 في شمال هوليوود ‏ في الولايات المتحدة بسبب جرعة زائدة.

## أعمال

### أفلام
- (1927) كلية
- (1929) السيدة المقدسة

## وصلات خارجية
- غرانت ويذرز على موقع IMDb (الإنجليزية)
- غرانت ويذرز على موقع ألو سيني (الفرنسية)
- غرانت ويذرز على موقع أول موفي (الإنجليزية)
- غرانت ويذرز على موقع قاعدة بيانات الأفلام السويدية (السويدية)
- غرانت ويذرز على موقع إن إن دي بي (الإنجليزية)
- غرانت ويذرز على موقع قاعدة بيانات الفيلم (الإنجليزية)
- غرانت ويذرز على موقع كينوبويسك (الروسية)